# Bolitoglossa marmorea
Espèce
Synonymes
- Magnadigita marmorea Tanner & Brame, 1961

Statut de conservation UICN

 EN B1ab(iii) : En danger
Bolitoglossa marmorea est une espèce d'urodèles de la famille des Plethodontidae.

## Répartition
Cette espèce se rencontre dans l'Est du Costa Rica et dans l'Ouest du Panama entre 1 920 et 3 444 m d'altitude dans la cordillère de Talamanca.

## Description
Bolitoglossa marmorea mesure de 128 à 134 mm de longueur totale dont environ la moitié pour la queue. Les mâles mesurent de 59 à 66 mm sans la queue et les femelles de 60 à 72 mm. Son dos est bleu ardoise sombre marbré de roux et présente de grandes taches rousses sur les flancs. Son ventre est bleu ardoise tirant sur le noir. Sa gorge est gris foncé.

## Étymologie
Son nom d'espèce, du latin marmoreus, « marbré », lui a été donné en référence à sa livrée.

## Publication originale
- Tanner & Brame, 1961 : Description of a new species of salamander from Panamá. Great Basin Naturalist, vol. 21, p. 23-26 (texte intégral).